# Max Jüttner

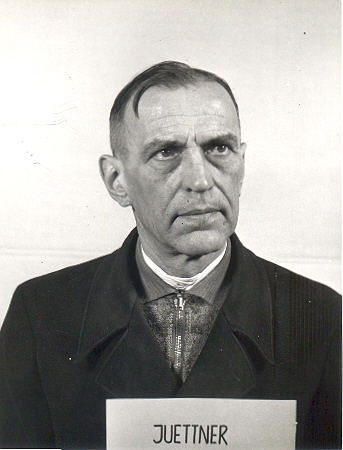
Max Jüttner als Zeuge bei den Nürnberger Prozessen

Max Paul Wilhelm Werner Jüttner (* 11. Januar 1888 in Saalfeld/Saale; † 14. August 1963 in München) war ein deutscher Offizier und paramilitärischer Aktivist. Jüttner amtierte von 1934 bis 1945 als stellvertretender  Stabschef der SA und als Leiter des Führungshauptamts der Obersten SA-Führung (OSAF), zuletzt im Rang eines SA-Obergruppenführers. Er war Mitglied des Reichstages in der Zeit des Nationalsozialismus.

## Leben und Tätigkeit

### Jugend und militärische Karriere
Nach dem Besuch des Realgymnasiums in Saalfeld, das er 1906 mit dem Abitur abschloss, trat er im März 1906 in das 2. Thüringische Feldartillerieregiment 55 in Naumburg ein. Am 18. August 1907 wurde er in diesem zum Leutnant befördert.
Vom 1. August 1914 bis Kriegsende nahm Jüttner am Ersten Weltkrieg teil. Während des Krieges wurde er als Adjutant des Feldartillerie-Regiments Nr. 55 und ab 1916 als Generalstabsoffizier verwendet. Er wurde während des Krieges zum Oberleutnant (Oktober 1914) und Hauptmann (Januar 1916) befördert und mehrmals verwundet. Bei Kriegsende war er Generalstabsoffizier bei der 119. Infanteriedivision.

### Weimarer Republik
Von 1919 bis 1920 studierte Jüttner Rechtswissenschaften. Zugleich war er ab 1919 Führer eines Freikorps, mit dem er sich dem Oberkommando des Generalmajors Georg Ludwig Rudolf Maercker im Regierungsbezirk Merseburg unterstellte. Wegen seiner Zugehörigkeit zum Freikorps soll seine Aufnahme in die Reichswehr abgelehnt worden sein; anderen Angaben zufolge führte er 1920 einen Zeitfreiwilligenverband, ehe er im gleichen Jahr im Rang eines Hauptmannes aus dem Heeresdienst ausschied. Im Zivilleben arbeitete Jüttner ab August 1920 im mitteldeutschen Bergbau als Bergmann. Später wurde er Abteilungsleiter beim Deutschen Braunkohlen-Industrie-Verein in Halle (Saale) bis November 1933.
Dem Stahlhelm trat Jüttner am 14. August 1919 bei; am 30. Januar 1923 wurde er Führer des Stahlhelms im Gau Halle/Saale. Ab 1920 war er Mitglied der DNVP. Im Januar 1923 trat er der NSDAP bei, der er bis zum NSDAP-Verbot infolge des Hitler-Putsches angehörte. Seine Mitgliedschaft in der DNVP und dem Stahlhelm behielt er währenddessen bei. Als Kandidat des Stahlhelms gehörte er von 1926 bis 1929 dem Provinziallandtag der Provinz Sachsen an. Eigenen Angaben zufolge, die er im Rahmen einer Denkschrift machte, die er für die Nürnberger Prozesse anfertigte, gehörte er dagegen nach Beendigung seiner NSDAP-Mitgliedschaft bis 1933 keiner Partei mehr an. Bei Gemeinde- und Provinzwahlen will er für die DNVP, bei Landtags- und Reichstagswahlen für die NSDAP gestimmt haben.

### NS-Zeit
Nach dem Machtantritt der Nationalsozialisten im Frühjahr 1933 wurde Jüttner im April 1933 zum Landesführer des Stahlhelms für Mitteldeutschland ernannt. Zum 1. Juli 1933 trat Jüttner erneut in die NSDAP ein (Mitgliedsnummer 2.039.331). Ab November 1933 war Jüttner Mitglied des in der Zeit des Nationalsozialismus bedeutungslosen Reichstages für den Wahlkreis 11 (Merseburg).
Der SA-Obergruppenführer Manfred von Killinger ordnete Ende Juli 1933 im Zuge der Eingliederung des Stahlhelms in die SA an, dass Jüttner als Stahlhelmführer für die in die SA übernommenen Mitglieder in den Stab der SA-Obergruppe IV (Dresden) eintritt.
Nach Auflösung des Stahlhelms im November 1933 wechselte Jüttner endgültig in die Sturmabteilung (SA), in der er den Rang eines SA-Brigadeführers erhielt. Vorübergehend war er mit der Wahrnehmung der Geschäfte eines „Wehrstahlhelmführers“ beauftragt, ehe er im Dezember 1933 als hauptamtlicher SA-Führer in die Oberste SA-Führung (OSAF) wechselte und dort die Leitung der Abteilung „Ausbildung und Organisation“ übernahm. Zu seinen Leitungsaufgaben gehörte auch die Organisation der SA-Aufmärsche auf den Reichsparteitagen. Kurz nach dem sogenannten Röhm-Putsch, bei dem ein Teil der SA-Führung ermordet wurde, wurde Jüttner im Juli 1934 zum Chef des Führungsamtes befördert. Im November 1937 zum SA-Obergruppenführer befördert, war Jüttner 1938 während der Sudetenkrise Verbindungsmann zum Sudetendeutschen Freikorps. Zudem bekleidete er ab 1939 die Position des stellvertretenden Stabschefs der SA. Nach dem Tod von Viktor Lutze übernahm er Anfang Mai 1943 kommissarisch dessen Amt als Stabschef der SA, bis er Anfang August 1943 in dieser Funktion von Wilhelm Schepmann abgelöst wurde.
In der Endphase des Zweiten Weltkrieges war Jüttner ab November 1944 in führender Funktion beim Aufbau des Volkssturms tätig. Im April 1945 übernahm er die Leitung einer Kampfgruppe des Volkssturms in München.

### Nach Kriegsende
Wenige Tage nach dem Ende des Zweiten Weltkriegs geriet Jüttner am 11. Mai 1945 in der Oberhaushammer Hütte bei Schliersee in amerikanische Kriegsgefangenschaft. Seine Volkssturm-Kampfgruppe hatte er etwa eine Woche zuvor aufgelöst. In den folgenden Jahren wurde er als Gefangener der US-Armee nacheinander in den Lagern Bad Aibling, Neu-Ulm, Heilbronn, Ludwigsburg, Camp 74, Seckenheim und Kornwestheim Camp 75 festgehalten.
Als ranghöchster Funktionär der SA, der sich zu diesem Zeitpunkt in den Händen der Alliierten befand – der letzte Stabschef der SA, Wilhelm Schepmann, war bei Kriegsende untergetaucht und 1946 noch verschollen – nahm Jüttner am Nürnberger Prozess gegen die Hauptkriegsverbrecher teil. Zwischen dem 13. und 16. August 1946 sagte er als Zeuge der Verteidigung zugunsten der SA aus. Diese gehörte neben zweiundzwanzig Einzelpersonen und der SS, dem Oberkommando der Wehrmacht und der Reichsregierung (sowie einigen Unterorganisationen) zu den Personen bzw. Organisationen, gegen die im Rahmen dieses Prozesses wegen des Verdachtes verhandelt wurde, eine verbrecherische Organisation gewesen zu sein. Außer der Reiter-SS war die SA die einzige angeklagte Organisation, die von den Richtern nicht als verbrecherische Organisation im Sinne des Londoner Statutes von 1945 eingestuft wurde.
Nach seiner Entlassung aus der Internierung arbeitete Jüttner wieder als Angestellter im Bergbau; 1957 war er als Handelsvertreter tätig und wohnte in München-Solln. Im Mai 1957 wurde Jüttner im Prozess gegen Sepp Dietrich, der an den Morden während des „Röhm-Putsches“ beteiligt war, ebenfalls als Zeuge gehört. Jüttners Angaben zufolge hatte sich Ernst Röhm oft über führende Nationalsozialisten abfällig geäußert und die Ausschaltung der „minderwertigen Umgebung Hitlers“ angestrebt. Zudem berichtete er über Unterredungen Röhms mit ausländischen Militärattachés, in denen Röhm seine Pläne zum Aufbau einer Miliz dargelegt habe.

## Familie
Max Jüttner war ein Sohn des Saalfelder Fabrikbesitzers August Adolf Friedrich Louis Jüttner (* 2. Januar 1838 in Stendal/Altmark; † 26. Oktober 1903 in Saalfeld) und seiner zweiten Ehefrau (⚭ 8. Oktober 1883 in Saalfeld) Johanne Aline Wilhelmine Anna Jüttner, geborene Franke (* 16. Juni 1856 in Saalfeld; † 4. Februar 1931 ebenda).
Max Jüttner hatte aus der ersten Ehe seines Vaters mit Lina Helene Louise Jüttner geborene Opitz zwei Halbschwestern. Zudem hatte er einen jüngeren Bruder namens Paul Jüttner, geb. am 19. Februar 1893 in Saalfeld. Hans Jüttner war nicht sein jüngerer Bruder und auch nicht verwandt mit ihm.
Am 2. Februar 1913 heiratete Max Jüttner die am 23. November 1899 in Zobtau geborene Erna Nies. Aus der Ehe gingen zwei Töchter und ein Sohn hervor. Der Sohn starb am 21. Januar 1943 während der Schlacht von Stalingrad. Seine Schwiegersöhne Walther Rohde (* 18. Oktober 1906 in Loitz; † 10. August 1941 bei Salla, Karelien) und Georg Wiedemann (* 5. Juni 1908 in Isny; zuletzt gesehen am 9. November 1944 als Kriegsgefangener in Golubowka) starben ebenfalls im Zweiten Weltkrieg.